# Łącznica (droga)
Łącznica – droga pomocnicza, łącząca dwie drogi w ramach węzła drogowego. Również droga, łącząca dwie drogi przebiegające w niewielkiej odległości od siebie.
Rozróżnia się łącznice zjazdowe i łącznice wjazdowe.
Podstawowe typy łącznic zjazdowych i wjazdowych:
- D – łącznice bezpośrednie (Direct);
- S – łącznice półbezpośrednie (Semi-direct);
- L – łącznice pośrednie (Loop);
- R – łącznice z ruchem okrężnym (Roundabout).